# Herman Li
Herman Li, né le 3 octobre 1976 à Hong Kong, est le guitariste du groupe britannique de power/speed metal DragonForce.

## Biographie
Herman Li commence très tôt à jouer de la guitare. Gaucher mais jouant sur une guitare de droitier, il apprend la guitare seul sans prendre de cours, seulement en jouant la musique de ses groupes préférés et des cassettes d'apprentissage.  Après avoir joué dans un certain nombre de groupes de metal/rock underground à Londres dont le groupe Demoniac sur l'album The Fire and the Wind sorti en 1999, il décide de former son propre groupe. Il finit par trouver plusieurs musiciens avec lesquels il fonde un groupe de power/speed metal, Dragonheart, qui sera ensuite rebaptisé DragonForce. Parallèlement à ses concerts au sein de DragonForce, Herman Li s'adonne parfois à des jam sessions qui lui permettent d'exprimer plus librement son style, tout en démontrant et enseignant ses propres techniques.
Herman tire des influences de la musique de jeu vidéo et imite dans ses chansons des bruits de jeux populaires rétro. Par exemple, il a introduit divers bruits caractéristiques de Pac-Man notamment dans la chanson Through The Fire And Flames juste avant le solo mémorable qui le fait élire « Meilleur guitariste de l'année 2006 » dans l'album Inhuman Rampage sorti lui aussi la même année. 
Durant la pandémie de Covid-19, il se produit sur YouTube et Twitch, où il joue à des jeux vidéos ou répète des parties de guitare tout en discutant avec l’audience ou avec ses invités. 
Il parle couramment le Français dû à ses études du côté de Cannes à Sophia Antipolis.

## Récompenses
Grâce à sa performance sur l'album Sonic Firestorm de DragonForce, sorti en 2004, Herman Li a remporté le prix Dimebag Darrell du meilleur guitariste lors des Metal Hammer Golden Gods Awards de 2004. Il a aussi gagné la récompense de « Meilleur Shredder » aux Metal Hammer Golden Gods Awards de 2005. Ensemble avec Sam Totman, Herman Li remporta quatre catégories aux Guitar World's Readers Poll 2007 pour « Meilleur Nouveau Talent » (gagné par 70 %), « Best Metal », « Meilleur Riff » et « Meilleurs Shredders ». Ils gagnent aussi le « Meilleur Solo de Guitare » avec Through The Fire And Flames aux Guitar World's Readers Poll 2007.

## Instruments
Herman Li joue avec des guitares Ibanez série S 6 cordes - 540s finitions FM (érable), SOL (acajou verni), touches scalopées, des amplifications de Laney, Mesa Boogie et Peavey, préampli et des effets de Rocktron et Digitech, des pickups (micros de guitare) DiMarzio et des cordes de d'Addario. Il utilise aussi des systèmes sans fils Samson et des cabinets Peavey JSX. Herman Li a deux modèles signatures sortis en 2008 et 2010 chez Ibanez, la EGEN18-TVF et la EGEN8-PLB (version moins évoluée de la EGEN18-TVF). Ibanez le sponsorise de 2005 jusqu’en 2020, date à laquelle il se sépare du fabricant. 
Depuis Ultra Beatdown, Herman utilise également un Hot Hand (Wah, Flanger) de Source audio.

## Discographie
- Valley of the Damned (2003)
- Sonic Firestorm (2004)
- Inhuman Rampage (2006)
- Ultra Beatdown (2008)
- Twilight Dementia (2010)
- The Power Within (2012)
- Maximum Overload (2014)
- Reaching into Infinity (2017)
- Extreme Power Metal (album) (2019)